# Ernst-Joachim Lampe
Ernst-Joachim Lampe (* 4. Januar 1933 in Oppeln) ist ein deutscher Rechtswissenschaftler und ehemaliger Hochschullehrer an der Universität Bielefeld.

## Leben
Vom Vater wurde der aus Schlesien stammende Lampe mit seiner Familie 1945 nach Berlin geholt. Nach Kriegsende wurde sein Vater, ein Verwaltungsoffizier, von den Sowjets verhaftet und starb kurz darauf im KZ Sachsenhausen. So oblag es Lampe, nunmehr der „Mann in der Familie“, das Überleben seiner Familie im Nachkriegsberlin zu sichern. Nebenbei besuchte er die Schule und wandte sich der Musik zu. 1950 legte Lampe sein Abitur ab, woraufhin er das Studium der Musik, Hauptfach Klavier, aufnahm. Bereits nach einem Semester gab er wegen der schlechten Verdienstaussichten für Pianisten wieder auf und immatrikulierte sich, entgegen seinen eigentlichen Neigungen, für Rechtswissenschaften. Sein Jurastudium schloss Lampe 1955 nach dem Studium an den Universitäten Frankfurt, Berlin und Mainz mit dem Ersten Juristischen Staatsexamen ab. Dem schloss er ein erneutes Klavierstudium an. Nachdem er jedoch nun ein abgeschlossenes Studium vorweisen konnte, gewährte ihm der Staat kein Waisengeld mehr, weshalb er sein Musikstudium 1957 aus Geldmangel abbrechen musste und sich für den Referendardienst am Kammergericht in Berlin anmeldete. Im selben Jahr wurde seine bereits zwei Jahre zuvor bei Werner Niese in Mainz als Dissertation eingereichte Schrift über Urkundsdelikte angenommen, Lampe promoviert und ihm in Mainz der akademische Grad des Dr. iur. verliehen.
Nach dem Zweiten Staatsexamen 1961 widmete sich Lampe seiner Habilitation. Diese wollte er unter Niese ablegen, der ihm dies auch zusagte, jedoch keine freie Assistentenstelle anzubieten hatte. Somit arbeitete Lampe während seines Habilitationsverfahrens zunächst als Gerichtsassessor bei der Staatsanwaltschaft in Moabit. Bald darauf vermittelte Niese Lampe eine Assistentenstelle bei Peter Noll, der den Habilitanden Lampe nach Nieses unerwartetem Tod übernahm. Trotz eines gespannten Verhältnisses zu Noll und der Ablehnung eines ersten, nach Nolls Geschmack zu rechtsphilosophisch orientierten Entwurfes einer Habilitationsschrift habilitierte sich Lampe 1966 und erhielt die Venia legendi für Strafrecht, Strafprozessrecht und Rechtsphilosophie. Anschließend war er fünf Jahre lang als Privatdozent in Mainz tätig. In dieser Zeit baute Lampe mit seiner Ehefrau, der promovierten Ortrun Lampe, geborene Pongratz, die er 1964 geheiratet hatte und mit der er zwei Kinder hat, in Mainz eine Anwaltskanzlei auf. In dieser arbeitete Lampe auch noch, als er 1971 einen Ruf der Universität Bielefeld auf einen strafrechtlichen Lehrstuhl angenommen hatte. Dort lehrte und forschte er als Professor bis zu seiner Emeritierung 1998. Seinen Wohnsitz nahm er in Ober-Olm.

## Wirken und Veröffentlichungen (Auswahl)
Lampe war seit 1964 Mitglied eines Arbeitskreises, der sich mit Alternativentwürfen zum StGB befasste. Zudem fungierte er ab 1975 als Gutachter einer vom Bundesjustizministerium eingesetzten „Sachverständigenkommission zur Bekämpfung der Wirtschaftskriminalität - Reform des Wirtschaftsstrafrechts“. Sein wissenschaftliches Werk konzentriert sich auf Arbeiten zum allgemeinen Strafrecht, insbesondere der Handlungslehre, zur Rechtsphilosophie, Rechtstheorie und Rechtsanthropologie.
- Fälschung von Gesamturkunden und von zusammengesetzten Urkunden. Mainz 1957 (Dissertation).
- Das personale Unrecht. Duncker & Humblot, Berlin 1967, ISBN 978-3-428-00889-6 (Habilitationsschrift).
- Rechtsanthropologie: Eine Strukturanalyse des Menschen im Recht. Duncker & Humblot, Berlin 1970, ISBN 978-3-428-02030-0.
- Juristische Semantik. Gehlen, Berlin 1970.
- Der Kreditbetrug (§ 263, 265 b StGB). Duncker & Humblot, Berlin 1980, ISBN 978-3-428-04580-8.
- Das sogenannte Rechtsgefühl. 1985.
- Genetische Rechtstheorie. Recht, Evolution und Geschichte. Karl Alber, Freiburg im Breisgau 1987, ISBN 3-495-47634-2.
- Grenzen des Rechtspositivismus.: Eine rechtsanthropologische Untersuchung. Duncker & Humblot, Berlin 1988, ISBN 978-3-428-06417-5.
- Strafphilosophie - Studien zur Strafgerechtigkeit. Carl Heymanns, Köln 1999, ISBN 978-3-452-24156-6.